# 1980年夏季残疾人奥林匹克运动会哥伦比亚代表团
1980年夏季残疾人奥林匹克运动会哥伦比亚代表团是哥伦比亚派出的1980年夏季残疾人奥林匹克运动会代表团。获得1枚金牌和1枚铜牌。